# 外乌拉尔斯基
外乌拉尔斯基（羅馬化：Zauralʹskiy）是俄罗斯车里雅宾斯克州的市级镇，为该州叶曼热林斯克区第三大聚居地，是该区两座市级镇中规模较小的一座。地处车里雅宾斯克州中东部，位于区行政中心叶曼热林斯克西北侧、州府车里雅宾斯克南偏西方。附近城市除区行政中心外有科尔基诺。
镇内设有铁路车站叶曼热林斯克站，位于车里雅宾斯克－特罗伊茨克线上。经车里雅宾斯克、特罗伊茨克通往俄哈边境的A310公路从该镇与叶曼热林斯克市之间经过。
该地2022年人口有7,228人；2010年人口7,884；2002年人口7,834；1989年人口7,926。